# Дейтерозавр
Дейтерозавр (лат. Deuterosaurus, от др.-греч. δεύτερος σαῦρος «другой ящер») — вымерший род синапсид, обитавших в пермском периоде на территории нынешней России. Дейноцефал, относящийся к антеозаврам, либо тапиноцефалам. В отличие от других представителей группы мог быть не хищным, а всеядным или растительноядным.

## Описание
Описан Э. Эйхвальдом в 1860 году. Фрагменты черепа и скелета были обнаружены в «среднепермских» отложениях медистых песчаников Башкирии. Череп очень высокий и короткий. Развит пахиостоз крыши черепа, возможно, в виде шишек над глазами и на носу. Зубы немногочисленные, выражены крупные клыки и резцы. Длина черепа до 45—50 см. Общая длина должна была быть около 2—2,5 м. Происходит из отложений, соответствующих по возрасту Ишеевской фауне, но, вероятно, обитал в других условиях. Дейтерозавр мог быть более сухопутным, чем обычные в Ишеево тапиноцефалы — улемозавры. Это может объяснять крайнюю фрагментарность останков. На основе внушительных клыков и давящих заклыковых зубов предполагается, что дейтерозавры были всеядными, падалеядными или неспециализированными хищными животными. Выделяют 2 вида — D. biarmicus (типовой вид) и D. jubilaei. Последний вид долгое время относили к отдельному роду Mnemeiosaurus.

## Таксономия

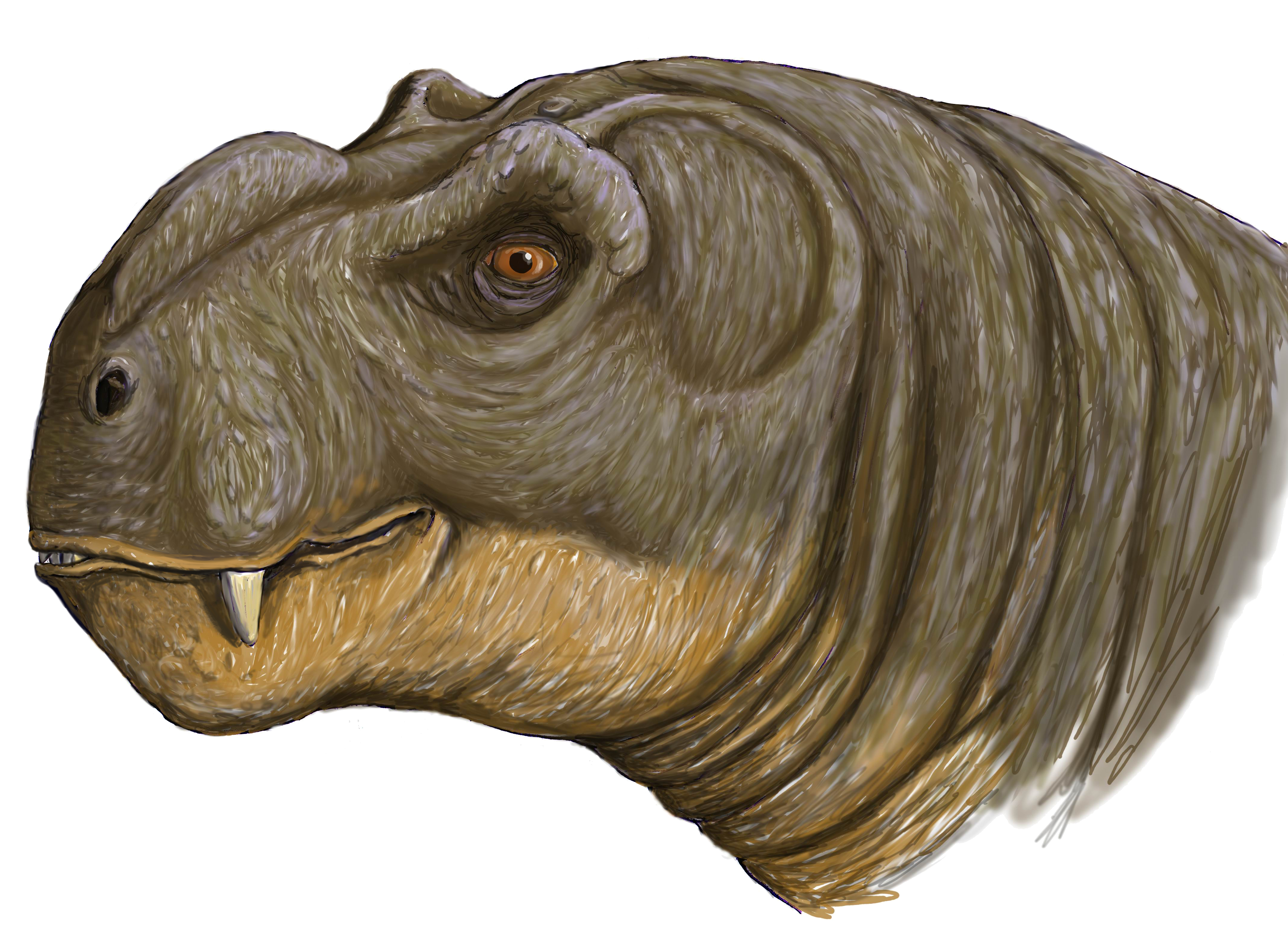
Deuterosaurus jubilaei

Типовой вид был описан Э. Эйхвальдом в 1846 году по части позвоночного столба. В 1861 году он присоединил к этому описанию часть черепа. Все образцы происходили из Ключевского рудника в Башкирии. Принадлежность черепа и позвонков одному роду не доказана полностью. Подробное описание этого вида сделал И. А. Ефремов в 1954 году и именно его реконструкция черепа фигурирует в литературе.
Второй вид дейтерозавра был описан Г. Сили в 1894 году на основании черепа из Каргалинских рудников (но, возможно, из другого слоя — кости были другого цвета), первоначально включался в типовой вид. Ф. фон Нопча в 1928 году выделил этот образец в особый род и вид — Mnemeiosaurus jubilaei, а еще один фрагмент такого же черепа — Uraniscosaurus watsoni. В 1983 году П. К. Чудинов отнес к мнемейозавру почти полный череп из местонахождения Нежинский овраг.
В последние годы М. Ф. Ивахненко показал, что «мнемейозавр» является вторым видом дейтерозавра. Недавнее изучение нижней челюсти типового вида показало, что нижние клыки дейтерозавра отличались по строению от клыков антеозавров. С другой стороны, показано сходство дейтерозавра с примитивным тапиноцефалом тапиноканинусом из низов средней перми Южной Африки.

## Синонимы
Род Deuterosaurus EICHWALD, 1860
- = Eurosaurus EICHWALD, 1860 (partim)
- = Mnemeiosaurus NOPSCA, 1928
- = Uraniscodon NOPSCA, 1928 (sic)
- = Uraniskosaurus NOPSCA, 1928
- = Uraniscosaurus EFRIMOV, 1954 (sic)

D. biarmicus EICHWALD, 1860 (Type)
- = Deuterosaurus mnemonialis EICHWALD, 1860
- = Eurosaurus verus EICHWALD, 1860

D. jubilaei (NOPSCA, 1928) IVAKHNENKO, GOLUBEV, GUBIN, KALANDADZE, NOVIKOV, SENNIKOV & RAUTIAN, 1997
- = Mnemeiosaurus jubilaei NOPSCA, 1928
- = Uraniskosaurus watsoni NOPSCA, 1928
- = Deuterosaurus biarmicus EFREMOV, 1954

D. sp 